# Sansevieria dawei
Sansevieria dawei ist eine Pflanzenart aus der Gattung Sansevieria in der Familie der Spargelgewächse (Asparagaceae). Das Artepitheton dawei ehrt den Botaniker Morley Thomas Dawe (1880–1943), der das Typusexemplar gefunden hat.

## Beschreibung
Sansevieria dawei wächst stammlos als ausdauernde, sukkulente Pflanze mit mindestens 2,5 Zentimeter starken Rhizomen. Die zwei bis drei Laubblätter stehen aufsteigend oder halb aufrecht und sind lanzettlich geformt. Die einfache Blattspreite ist 60 bis 150 Zentimeter lang und 5,7 bis 11 Zentimeter breit. Sie ist von der Basis, unterhalb der Mitte in einen langen oder auch kurzen, rinnigen Stiel verschmälert. Die Blätter sind matt dunkelgrün und glauk. Oberhalb der Mitte laufen sie in eine stark zugespitzte, verschmälerte Blattspreite aus. Der Spreitenrand ist rötlich braun.  Die Blattoberfläche ist glatt. Die Unterseite ist ein wenig rau. 
Die einfach ährigen Blütenstände sind 45 bis 75 Zentimeter hoch. Die Rispen sind dicht mit drei bis vier Blüten pro Büschel besetzt. Das Tragblatt ist eiförmig oder eiförmig-länglich, zugespitzt oder fast stumpf und   ist 8 bis 17 Millimeter groß. Der Blütenstiel ist 4 bis 6 Millimeter lang. Die Blütenhüllblätter sind gräulich weiß. Die Blütenröhre ist 2 bis 2,5 Zentimeter lang. Die Zipfel sind 2 Zentimeter lang.

## Verbreitung
Sansevieria dawei ist in Kenia, Uganda, Ruanda und in Burundi im offenen Waldland zwischen 600 und 1300 Metern Höhe verbreitet.

## Taxonomie
Die Erstbeschreibung von Sansevieria dawei erfolgte 1906 durch Otto Stapf.

## Nachweise